# 이정수 (1979년)
이정수(1979년 11월 18일 ~ )는 대한민국의 희극인, 연극연출가이다.

## 생애
1991년 영화 《따봉수사대 - 밥풀떼기 형사와 전봇대 형사》의 단역으로 아역 희극영화배우 첫 데뷔하였고 1999년 연극배우 데뷔하였으며 2002년 KBS 공채 17기 개그맨으로 정식 데뷔하였다.
신장은 175cm이고 체중은 72kg이며 음악감상과 만화책 보기와 골프에 취미가 있고 축구와 야구에 특기가 있다.

## 학력
- 곤지암국민학교 졸업
- 건국중학교 졸업
- 대원고등학교 졸업
- 계원조형예술대학 정보통신학과 전문학사

## 출연작

### 방송
- 《개그콘서트》 (KBS)
- 《전파견문록》 (MBC)
- 《게임 정보 특급》 (KBS)
- 《비타민》 (KBS)
- 《웃찾사》 (SBS)
- 《맨발의 사랑》 (SBS)
- 《다세포 소녀》 (수퍼액션)
- 《환상기담》 (MBC every1)
- 《리얼시트콤 계약동거》 (ETN)
- 《토크쇼 부모 고수다》 (EBS)
- 《재밌는TV 롤러코스터》 (TVN)
- 《행복한 아침》 (채널A)
- 《좋은 아침》 (SBS)

### 드라마
- 2011년 ~ 2014년 KBS2 금요 드라마 《부부 클리닉 시즌 2》
- 2014년~2015년 SBS 드라마스페셜 《피노키오》 - 길 잃은 등산객 역 (특별출연)

### 영화
- 2003년 영화 《갈갈이 패밀리와 드라큘라》
- 2017년 영화 《아빠는 딸》 ... 담임 선생님 역

### 연극
- 《관객모독》

### 라디오 프로그램
- 2015년 EBS FM 《EBS 책 읽는 라디오 낭독 시리즈》

## 광고
- 2003년 오리온 왕꿈틀이
- 2003년 케이티프리텔 Fimm

## 수상
- 2002년 KBS 연예대상 코미디 부문 신인상

## 유행어
- 분위기 다운되면 다시 돌아온다.(우격다짐)
- 혼자 놀기의 진수를 보여드리죠.(봉숭아학당)

## 가족 관계
- 배우자: 이은진
  - 장녀: 이리예(2014년 ~ )
  - 차녀: 이로이(2019년 ~ )